# Без свидетелей
«Без свидетелей» — советский камерный кинофильм Никиты Михалкова, снятый по мотивам пьесы Софьи Прокофьевой «Беседа без свидетеля». Роли в картине исполняют Ирина Купченко и Михаил Ульянов.

## Сюжет
Он (Михаил Ульянов) — бывший муж, Она (Ирина Купченко) — молодая женщина, одна воспитывающая их общего сына-подростка Диму. За девять лет до показанных событий Он развёлся с Ней и ушёл к Светлане, дочери своего начальника, уважаемого в научном сообществе человека, академика. У неё от Него родилась дочь Наташа, в которой Он души не чает.
Однажды вечером, после концерта любимой дочери («Представляешь? Такая кроха, с таким бантом — и Дебюсси!», «Чистая кожица, яблочко моё — Дебюсси»), Он навещает бывшую супругу, чтобы посмотреть, как живут Его любимые люди. В ходе визита Он серьёзно выпивает и узнаёт, что Она собирается замуж за Его бывшего друга и однокурсника Валентина Степановича Шляхова, ныне профессора, доктора технических наук, лауреата Государственной премии. Всё бы ничего, но в молодости Он ещё с одним своим другом Борисом написал в министерство на Шляхова анонимку, из-за которой на того обрушились крупные неприятности. Он начинает понимать, что, если они начнут жить вместе, то речь обязательно зайдёт о том письме и Его многолетней карьере придёт конец.
Он подозревает, что жена соврала про свои отношения с Валентином, чтобы заставить Его ревновать. Он начинает вести тонкие психологические игры, направленные против Неё. Зная, что Дима — не Её родной сын (мальчик родился в Череповце от другой женщины — Нины, умершей вскоре после родов), Он начинает давить на Неё, угрожая, что всё расскажет юноше, и ставит ультиматум: либо Шляхов, либо Дима. Плачущая от этого мать выбирает Диму. Он заставляет Её позвонить Шляхову и сказать ему, что между ними всё кончено. Он предполагает, что если она сказала неправду про Валентина, то будет обманывать и дальше: позвонит не на тот номер или вообще откажется разговаривать с Валентином. Она, еле сдерживаясь, выполняет требование бывшего мужа и плотно закрывается от него в чулане. В этот момент Он с полным ошеломлением понимает, что его жена не лгала ему и не обманывала, он потрясён тем миром, «в котором существуют такие чистые и светлые люди» и понимает, что этот мир он за сегодняшний вечер утратил навсегда.
За этой сценой следует монолог героя Ульянова, ворвавшегося в чулан, сколоченный собственными руками в прихожей, о том, что все эти девять лет он любил только Её, что всю жизнь Он был бездарностью и работал только ради того, «что можно руками потрогать». Она кричит ему: «Я больше не люблю тебя!», а он в ответ: «Я не люблю тебя и не люблю себя!». В финале дверь чулана прорубают насквозь топором вернувшиеся домой Шляхов и Дима.
Проходит несколько лет. За кадром звучит Её голос, зачитывающий письмо своему мужу — Валентину Шляхову, в котором Она сообщает, что Дима служит в армии и совсем недавно к нему приезжал постаревший и осунувшийся его отец. После кончины тестя — начальника-академика, Он окончательно спился и проходил лечение от алкоголизма в наркологической лечебнице. А ещё Она и их маленькая дочь Иришка очень его любят и ждут.

По мнению А. В. Фёдорова,
Перед нами, бесспорно, экспериментальный фильм, поставленный по мотивам театральной пьесы, но тем не менее откровенно кинематографичный. Фильм перехлёстывающих через край эмоций и страстей. Фильм синематечных намеков и театрализованных условностей…

## В ролях
- Ирина Купченко — Она
- Михаил Ульянов — Он
- Эдуард Артемьев — дирижёр, играет самого себя

## Съёмочная группа
- Авторы сценария:
  - Никита Михалков
  - Софья Прокофьева
  - Рамиз Фаталиев
- Режиссёр-постановщик: Никита Михалков
- Оператор-постановщик: Павел Лебешев
- Художники-постановщики:
  - Александр Адабашьян
  - Игорь Макаров
  - Александр Самулекин
- Композитор: Эдуард Артемьев
- Звукооператоры:
  - Валентин Бобровский
  - Владимир Мазуров
- Государственный симфонический оркестр кинематографии
- Дирижёр: Эмин Хачатурян
- Режиссёр: Евгений Цымбал
- Монтаж: Элеонора Праксина
- Директор картины: Вилли Геллер

## Создание
- Пьесу Софьи Прокофьевой в журнале «Театр» прочёл Михаил Ульянов и предложил её Никите Михалкову для театральной постановки. Начались репетиции, которые продолжались до тех пор, пока Михалков не получил предложение снять фильм по этой пьесе. Спектакль в результате театральных разногласий так и не вышел на сцену[2].
- На протяжении фильма у героя Ульянова меняется форма черепа и увеличиваются зубы. Таким образом подчёркивается преобразование героя из добропорядочного человека в настоящего монстра[3].

Когда ограничиваешь себя максимально в возможностях, начинаешь идти вглубь. Когда у тебя два актёра, одна декорация, один телевизор, в котором идёт одна программа, и ты должен найти возможность зрителя увлечь тем, что происходит. Это адская работа, но абсолютно необходимая, как очищение от всего того, к чему ты привык.— Н. Михалков в программе «Бесогон», 15.11.2012

Я картину мог снимать только в хронологическом порядке. И это давало возможность развития, последовательно, по миллиметру, которые так или иначе сделали эту картину такой, как она есть.— Н. Михалков в программе «Бесогон», 15.11.2012
- В фильме использована музыка Кристофа Глюка.
- В фильме присутствуют ссылки на киноработы других режиссёров. Так, в одном из эпизодов герой Ульянова обращает внимание на музыкальный номер в телевизионном эфире с участием Леонида Броневого со словами: «О, гляди, Мюллер. Поёт!», намекая на роль Броневого в телефильме «Семнадцать мгновений весны». В другом, размышляя об уместности употребления слова идиот, вспоминает одноимённый фильм с участием Юрия Яковлева.

## Награды и номинации
- 1983 — МКФ в Москве. Приз ФИПРЕССИ (Никита Михалков).
- 1984 — XVII Всесоюзный кинофестиваль (Киев) в программе художественных фильмов: приз и диплом за режиссуру (Никита Михалков).[4]
- 1984 — МКФ в Вальядолиде. Приз испанской Федерации киноклубов (Никита Михалков).